# Phacellus latreillei
Phacellus latreillei är en skalbaggsart som beskrevs av Jean Baptiste Lucien Buquet 1838. Phacellus latreillei ingår i släktet Phacellus och familjen långhorningar. Inga underarter finns listade i Catalogue of Life.